# Нојенштат ам Кохер
Нојенштат ам Кохер (њем. Neuenstadt am Kocher) град је у њемачкој савезној држави Баден-Виртемберг. Једно је од 46 општинских средишта округа Хајлброн. Према процјени из 2010. у граду је живјело 9.574 становника. Посједује регионалну шифру (AGS) 8125069.

## Географски и демографски подаци
Нојенштат ам Кохер се налази у савезној држави Баден-Виртемберг у округу Хајлброн. Град се налази на надморској висини од 182 метра. Површина општине износи 41,2 km². У самом граду је, према процјени из 2010. године, живјело 9.574 становника. Просјечна густина становништва износи 232 становника/km².